# Ачугба, Теймураз Алиевич
Теймураз (Тимур) Алиевич А́чугба (груз. თეიმურაზ აჩუგბა; 28 октября 1946, Аджария — 16 ноября 2020, Сухум) — советский и абхазский историк, этнограф и общественный деятель, доктор исторических наук (2009), профессор Абхазского государственного университета (2010), главный научный сотрудник Абхазского института гуманитарных исследований, действительный член Академии наук Абхазии (2014), участник абхазского национального движения.

## Биография
Родился 28 октября 1946 года в селе Ферия, Батумский район, Аджарская АССР. Является потомком батумских (аджарских) абхазов, вынужденно переселившихся из Абхазии в Османскую империю в XIX веке. В 1953—1964 годах обучался в средней школе № 16 в Батуми. В 1965—1968 годах проходил срочную службу в Вооружённых силах СССР на территории Германской Демократической Республики.
В 1969—1974 годах учился на историко-филологическом факультете Батумского педагогического института. В 1975—1980 годах преподавал историю и обществоведение в Батумском среднем профессионально-техническом училище № 44.
В 1980—1989 годах работал в Батумском научно-исследовательском институте Академии наук ГССР, занимал должность младшего научного сотрудника, а с 1986 года — старшего научного сотрудника отдела истории; являлся руководителем группы исследователей межнациональных отношений и заместителем заведующего отделом истории.
В 1978—1981 годах проходил заочную аспирантуру в Институте истории, археологии и этнографии Академии наук ГССР в Тбилиси под руководством А. И. Робакидзе. В 1983 году защитил диссертацию «Семья и семейный быт в Аджарии. Историко-этнографическое исследование» и получил учёную степень кандидата исторических наук. По совместительству преподавал историю Древнего мира в Батумском педагогическом институте.
В 1989 году переехал в Абхазию и начал работать в Абхазском институте языка, литературы и истории имени Д. И. Гулиа, где занимал должность старшего научного сотрудника отдела этнографии, с 2006 года — заведующего отделом энциклопедии, с 2007 года — ведущего научного сотрудника отдела этнологии, а позднее — главного научного сотрудника.
По совместительству работал в Абхазском государственном университете (АГУ): в 1989—1994 годах преподавал политическую историю, а с 2007 года — историю Абхазии; в 2010 году избран профессором кафедры истории, этнологии и археологии Абхазии.
В 2009 году в АГУ защитил диссертацию «Этническая история абхазов XIX—XX вв. Этнополитические и миграционные аспекты» и получил учёную степень доктора исторических наук. В 2011 году получил учёное звание профессора и был избран членом-корреспондентом Академии наук Абхазии (АНА), в 2014 году был избран действительным членом АНА.
В 1988—1992 годах являлся членом правления Народного форума Абхазии «Айдгылара». В 1992—1993 годах руководил периодическим отделом пресс-службы Верховного совета Республики Абхазия, работал корреспондентом и редактором Абхазской государственной телерадиокомпании. В 1996—2007 годах являлся депутатом II и III созывов Народного собрания Республики Абхазия (НС РА), руководителем комиссии НС РА по межпарламентским связям и связям с соотечественниками. В 2005—2010 годах являлся вице-президентом Фонда первого президента Абхазии В. Г. Ардзинба. По инициативе Ачугба НС РА приняло постановление о «геноциде абхазского народа со стороны Грузии в 1992—1993 годах».
Жена — Нелли Шакрыл, сын Даур и дочь Мзия. Умер 16 ноября 2020 года в Сухуме от COVID-19.

## Научная деятельность
Область научных интересов:
- история и этнография народов Кавказа,
- история и этнография абхазов, в особенности традиционная и современная семья и общественный быт абхазов;
- миграционные, этнополитические и этнокультурные процессы в Абхазии,
- быт и культура абхазской диаспоры,
- грузино-абхазский конфликт,
- источниковедение и историография по этнической истории абхазского народа[4].

Автор более 80 научных трудов, в том числе 24 монографии.
Основные научные достижения по данным В. Л. Бигуаа: «Ряд научных исследований, посвященных этнической истории абхазов, истории абхазской диаспоры в зарубежных странах, миграционных, этнокультурных и этнополитических процессов в Абхазии; сбор, анализ источниковедческой базы об абхазах и её издание в виде отдельных книг».

## Награды
- Действительный член Академии наук Абхазии (2014)[2]
- Орден «Честь и слава» III степени (2005)[2]
- Заслуженный деятель науки Республики Абхазия (2017)[11]